# Żywiec Porter

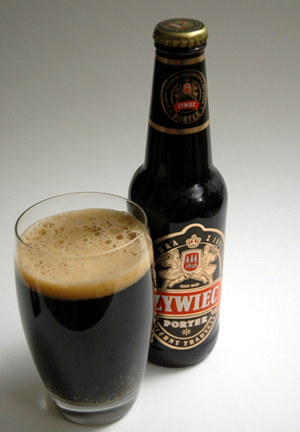
Żywiec Porter

Żywiec Porter – ciemne piwo dolnej fermentacji w stylu bałtyckiego porteru warzone przez Grupę Żywiec w Brackim Browarze Zamkowym w Cieszynie.

## Historia
Autorem pierwszej receptury piwa Żywiec Porter z 1881 r. był Juliusz Wagner, sprawujący funkcję Arcyksiążęcego Naczelnego Piwowara od 1875 r. Porter żywiecki był początkowo dubeltowym piwem górnej fermentacji o zawartości 6,0% alk. objętościowo. W 1881 roku w żywieckim browarze uwarzono 576 hl Porteru (co stanowiło 2,5% całej produkcji), a w 1913 roku – 5200 hl (17,9%). Warzony był w obu browarach należących do arcyksięcia Albrechta Fryderyka Habsburga, czyli w Cieszynie i Żywcu. W związku jednak ze zmianą systemu produkcji w żywieckim browarze i wprowadzeniem technologii HGB na początku XXI wieku, w latach 2003–2004 Grupa Żywiec zaprzestała wyrobu porteru i przeniosła go do Cieszyna, gdzie zostały zachowane dawne urządzenia piwowarskie. Receptura piwa pozostaje niezmienna, a słód nadal jest mieszany ręcznie i palony przy użyciu palarki z 1910 roku. Od 2017 roku piwo warzone jest powrotnie w Żywcu.
Na przełomie XIX i XX wieku lekarze zalecali swoim pacjentom w okresie rekonwalescencji Porter jako skuteczny środek odżywczy.
Porter był pierwszym piwem z żywieckiego browaru na skalę masową rozlewanym do butelek, a jego symbol – korona wpisana w koło – najbardziej rozpoznawalnym znakiem firmowym żywieckim do pojawienia się tzw. tańczącej pary w 1956 roku.
Pomimo że piwo robione jest obecnie w Brackim Browarze Zamkowym w Cieszynie, jego butelkowanie do dziś ma miejsce w rozlewni browaru w Żywcu, gdyż browar cieszyński butelkuje tylko piwo „Cieszyńskie”.

## Charakterystyka
Żywiec Porter jest „ciemny jak bezgwiezdna noc”. To bardzo mocne i treściwe piwo charakteryzujące się posmakiem palonego słodu z nutami suszonych śliwek, kawy, karmelu i rozgrzewającego alkoholu. Proces produkcji Porteru trwa 90 dni. Warzony jest ze słodu monachijskiego oraz kombinacji słodów jasnych i specjalnych, które zacierane są metodą dekokcyjną. Przefiltrowana brzeczka fermentuje następnie w tradycyjnych, otwartych kadziach, a młode piwo poddawane jest długiemu okresowi leżakowania, który może trwać do 6 miesięcy. Piwo leżakuje w chłodnych pomieszczeniach wbudowanych w zbocze wzgórza, na którym stoi browar.
Żywiec Porter jest sprzedawany w szklanych butelkach o pojemności 0,33 litra lub 0,5 litra, a także rozlewany do beczek typu keg. Zawartość ekstraktu słodowego w piwie wynosi 21% Blg, alkoholu – 9,5% obj. / 7,125% wag.

## Wyróżnienia i nagrody
- 2011: III miejsce w Konsumenckim Konkursie Piw w kategorii "Piwo ciemne o zawartości ekstraktu w brzeczce pow. 18,1ºBlg" podczas Chmielaków Krasnostawskich[10]
- 2011: Brązowy medal w Australian International Beer Awards w kategorii porter bałtycki[11]
- 2010: III miejsce w Konsumenckim Konkursie Piw w kategorii "Piwo ciemne o zawartości ekstraktu w brzeczce pow. 18,1ºBlg" podczas Chmielaków Krasnostawskich[12]
- 2009: I miejsce w Konsumenckim Konkursie Piw w kategorii "Piwo ciemne o zawartości ekstraktu w brzeczce pow. 18,1ºBlg" podczas Chmielaków Krasnostawskich[13]
- 2009: III miejsce w plebiscycie portalu Browar.biz w kategorii portery bałtyckie
- 2009: II miejsce w kategorii "Porter bałtycki" na III Gwiazdkowej Degustacji Porterów w Moskwie (3-я Рождественская дегустация портеров)[14]
- 2008: I miejsce w Konsumenckim Konkursie Piw w kategorii "Piwo ciemne o zawartości ekstraktu w brzeczce pow. 18,1ºBlg" podczas Chmielaków Krasnostawskich[15]
- 2008: II miejsce w plebiscycie portalu Browar.biz w kategorii portery bałtyckie
- 2007: I miejsce w Konsumenckim Konkursie Piw w kategorii "Piwo ciemne o zawartości ekstraktu w brzeczce pow. 18,1ºBlg" podczas Chmielaków Krasnostawskich[16]
- 2007: I miejsce w plebiscycie portalu Browar.biz w kategorii portery bałtyckie
- 2006: I miejsce w plebiscycie portalu Browar.biz w kategorii portery bałtyckie
- 2005: I miejsce w Konsumenckim Konkursie Piw w kategorii "Piwo ciemne o zawartości ekstraktu w brzeczce pow. 18,1ºBlg" podczas Chmielaków Krasnostawskich[17]
- 2005: II miejsce w plebiscycie portalu Browar.biz w kategorii portery bałtyckie
- 2004: II miejsce w plebiscycie portalu Browar.biz w kategorii portery bałtyckie
- 1996: Złoty Medal na Targach Polagra[18]
- 1994: pierwsze miejsce (31% głosów) w ankiecie na najlepszy polski porter przeprowadzonej na potrzeby Raportu Piwnego przygotowanego przez Instytutu Pentor[19]
- 1984: Złoty Medal na międzynarodowej wystawie piwa w Madrycie[20]